# Емнієт — Фатіх (станція метро)
40°58′47.5″ пн. ш. 28°49′11.7″ сх. д. / 40.979861° пн. ш. 28.819917° сх. д.
Емніє́т — Фаті́х (тур. Emniyet - Fatih) — станція лінії М1 Стамбульського метрополітену. Відкрита 3 вересня 1989 у складі першої черги лінії М1. 
Розташування: Розташована у західно-центральній частині району Фатіх під бульвар бульваром Аднан Мендерес.
Конструкція: Двопрогінна станція мілкого закладення з двома береговими платформами.
Пересадки:
- автобуси: 31Y, 32T, 33TE, 38, 38Z, 39, 39D, 39K, 39Ç, 76E, 78, 78H, 79T, 88A, 89T, 91E, 92A, 97G, 146B, 146T, 336, YH-1
- маршрутки: Аксарай — Гюзельтепе, Аксарай — Імар Блоклари, Аксарай — Карайоллари, Аксарай — Віаланд, Аксарай — Їлдизтаб'я, Пазарічі — Аксарай

|                                                  | Берегова платформа, двері відкриваються праворуч                         |
| Колія 2                                          | ← до Аеропорт Ататюрк (Топкапи-Улубатли) ← до Кіразли (Топкапи-Улубатли) |
| Колія 1                                          | до Єнікапи (Аксарай) → до Єнікапи (Аксарай) →                            |
| Берегова платформа, двері відкриваються праворуч |                                                                          |